# 저널리즘 토크쇼 J
《저널리즘 토크쇼 J》는 2018년 6월 17일부터 2020년 12월 13일까지 방송했던 비평 프로그램이었으며, 첫 방영시 《저널리즘 비평 J》(가제) 파일럿의 임시 제목으로 편성했다.

## 기획 의도
기자들의 취재와 전문가 패널의 신랄한 토크를 통하여사회 부조리와 그 안에 깔려있는 대한민국 저널리즘의 문제를 조목조목 파헤쳤던 비평 프로그램이었다.

## 평가
기획 의도와는 다르게 편향적인 내용으로 공정성과 객관성 위반으로 제재를 받는 등
친정부적인 성향을 보여주며 저널리즘에 대한 비판보다는 정부 입맛에 맞지 않는 언론을 비판하는 내용이 주로 다뤄졌다는 비판을 받는 반면에,

기레기(기자+쓰레기의 합성어)로 대별되는 '언론 불신' 지형을 동종업계인 KBS가 자사와 타사를 넘나들며 정확한 비판을 통한 질적 향상에 도움을 주고 칭찬도 아끼지 않는 프로가 되길 바라는 기대 속에서 자사 보도국을 포함한 '저널리즘 비판'을 표방했기 때문에 쉽지 않을 거란 전망과 함께 언론에 비판적인 시청자층의 응원을 동시에 받았을 뿐 아니라 첫 방송에서 한국의 언론신뢰도가 낮음을 이야기하며 자기반성적 태도를 보여주었다. 또한 제기된 공정성, 객관성, 정치적 편향성 관련 비판에 대해서 출연자 정준희 교수는 해당 프로그램의 33회 지상파 시사보도, 정말 편향됐을까? 방송분에서 언급하기를 개인의 정치색이 없을 수는 없지만 언론보도 행태 문제에서의 심각성과 사회적 영향력 측면을 고려해서 비판했을 뿐 조선일보를 비롯한 메이져 언론들만을 한정해서 비평한 것은 아니라고 밝혔다.

## 방송 시간
| 방송 채널 | 방송 기간                          | 방송 시간                            | 비고 |
| --------- | ---------------------------------- | ------------------------------------ | ---- |
| KBS 1TV   | 2018년 6월 17일 ~ 2018년 12월 23일 | 매주 일요일 밤 10시 30분 ~ 11시 20분 |      |
| KBS 1TV   | 2019년 1월 6일 ~ 2019년 9월 15일   | 매주 일요일 밤 10시 30분 ~ 11시 25분 |      |
| KBS 1TV   | 2019년 9월 22일 ~ 2020년 12월 13일 | 매주 일요일 밤 9시 40분 ~ 10시 35분  |      |

## 진행자
| 역대 | 진행자                   | 진행 기간                           |       |
| ---- | ------------------------ | ----------------------------------- | ----- |
| 1대  | 정세진(24기) 前 아나운서 | 2018년 6월 17일 ~ 2020년 1월 12일   | [ 5 ] |
| 2대  | 이상호(29기) 아나운서    | 2020년 2월 9일 ~ 2020년 9월 27일    | [ 6 ] |
| 3대  | 이승현(39기) 아나운서    | 2020년 10월 11일 ~ 2020년 12월 13일 | [ 7 ] |

## 결방 사유 및 편성 변경

### 2018년
- 8월 19일 : 여기는 자카르타의 밤 9시 30분부터 11시까지 중계방송 관계로 결방
- 9월 2일 : 밤 8시 40분부터 11시 20분까지 2018 자카르타-팔렘방 아시안게임 폐막식 [수화] 중계방송 관계로 결방
- 9월 16일 : 밤 10시 30분부터 11시 5분까지 <토론쇼 시민의회> 특집 관계로 결방
- 12월 30일 : 2018 송년특집 관련 <KBS 영상실록> 《국제편》 특집 편성 관계로 결방

### 2019년
- 3월 3일 : KBS 공사창립 46주년 특집 관련 10시 30분부터 11시 30분까지 방송한 <토론쇼 시민의회> 편성 관계로 결방
- 8월 4일 : KBS의 비상체제로 ‘휴가철을 맞은 혹서기 편성’으로 최대 적자로 재정 위기 상황을 맞아 밤 10시 30분 ~ 11시 30분의 <회사 가기 싫어>의 특집 편성 관계로 결방
- 8월 11일 : KBS의 비상체제로 ‘휴가철을 맞은 혹서기 편성’으로 최대 적자로 재정 위기 상황을 맞아 밤 10시 30분 ~ 11시 30분의 <회사 가기 싫어>의 특집 편성 관계의 1주 연기 로 결방
- 12월 29일 : 2019 송년특집 관련 <KBS 영상실록> 《국내편》특집 편성 관계로 결방

### 2020년
- 1월 19일 ~ 2월 2일 : 시즌 2 개편 준비로 인한 방송 일시 중단
- 8월 2일 : <KBS 뉴스 9 - 주말>의 일요일 20분 확대 연장으로 밤 10시부터 10시 50분까지 《코로나 200일의 기록 바이러스와 국가》 이후 10시 50분부터 11시 30분까지 <KBS 뉴스특보>[수화] 뉴스특보를 내보내기 전의 특집 편성 관계로 결방
- 8월 9일 : <KBS 뉴스 9 - 주말>의 일요일 20분 확대 연장으로 밤 10시부터 11시까지 1시간 동안 방송한《한국체육 100년 특집 다큐멘터리》이후 11시부터 11시 30분까지 <KBS 뉴스특보>[수화] 뉴스특보를 내보내기 전의 특집 편성 관계로 결방
- 10월 4일 : 《2020 추석특집 나무야 나무야》 추석 특집 편성 관계로 결방

## 타이틀 변천사
| 기수 | 타이틀            | 방송 기간                          |
| ---- | ----------------- | ---------------------------------- |
| 1기  | 미디어 포커스     | 2003년 6월 28일 ~ 2008년 11월 15일 |
| 2기  | 미디어 비평       | 2008년 11월 21일 ~ 2013년 4월 5일  |
| 3기  | 미디어 인사이드   | 2013년 4월 14일 ~ 2016년 4월 17일  |
| 4기  | 저널리즘 토크쇼 J | 2018년 6월 17일 ~ 2020년 12월 13일 |
| 5기  | 질문하는 기자들 Q | 2021년 4월 18일 ~ 2022년 3월 6일   |
| 6기  | 시사멘터리 추적   | 2022년 5월 1일 ~ 2022년 12월 25일  |
| 7기  | 9층 시사국        | 2023년 2월 1일 ~ 2023년 12월 30일  |
| 8기  | 더 보다           | 2024년 2월 18일 ~ 현재             |

## 시사교양 프로그램
- 특파원 보고 세계는 지금 (KBS 1TV)

## 같이 보기
- TV비평 시청자데스크
- KBS 뉴스 옴부즈맨 (종영)